# 毛叶黄耆
毛叶黄耆（学名：Astragalus lasiophyllus）为豆科黄芪属的植物。分布在哈萨克斯坦、蒙古以及中国大陆的新疆等地，生长于海拔200米至1,400米的地区，一般生长在干旱山坡，目前尚未由人工引种栽培。